# Coccidula scutellata
Coccidula scutellata је инсект из реда тврдокрилаца (Coleoptera) и породице бубамара (Coccinellidae).

## Опис
Coccidula rufa је дугуљаста бубамара дуга 2,5-3mm са кратком пубесценцијом. Одозго је жутосмеђа, са црним мрљама на покрилцима. Једна је троугласта и пружа се преко оба покрилца, иза скутелума који је такође црн. На средини покрилаца налазе се још по 1 или 2 црне мрље. Одоздо је црна.

## Распрострањење
Присутна је у готово целој Европи (осим Грчке), а о распрострањењу у Србији ће се више знати када се прикупи више налаза.

## Станиште
Живи уз воду и на биљкама које траже врло влажна станишта.